# Bayosaurus
"Bayosaurus" là một tên không chính thức đặt đặt cho một chi khủng long hiện chưa được mô tả. Tên này được đặt ra bởi các nhà cổ sinh học Rodolfo Coria, Philip J. Currie, và Paulina Carabajal năm 2006.